# Waidhan

Waidhan (hindi : वैढन) est une ville d'Inde.

## Histoire
La ville se situe au nord-est de l'état. Waidhan est le siège administratif du district de Singrauli. Waidhan est entouré par Singrauli au nord, Chitrangi au nord, Babhani à l'Est et Deosar à l'ouest.
Au nord de la ville se trouve la centrale au charbon, Vindhyachal Super Thermal Power Station, d'une puissance de 4 760 MW, c'est la plus grande centrale à charbon d'Inde, avec 13 réacteurs de 500 MW chacun.